# HD 69830 c
HD 69830 c是環繞HD 69830的第二顆行星，他看似一顆岩石行星，而不是氣體巨星。如果他成為氣體巨星，它可能不會以這種形式留在該處。